# MAGE (розгінний блок)
MAGE (Moteur d'Apogee Geostationnaire Europeen) — перший європейський твердопаливний розгінний блок. Використовувався для переводу супутників з геоперехідної орбіти на геостаціонарну.

## Історія створення

### Мета
Ціллю програми «Аріан» було зробити можливим для Європи, незалежно від США, з 1980-го року запускати супутники на геостаціонарну орбіту. Але базова конфігурація ракети-носія Аріан-1 дозволяла виводити супутники масою 1500 кг лише на геоперехідну орбіту. Тоді, для того, щоб зробити можливим виведення космічних апаратів на ГСО, а також для спрощення конструкції було вирішено ввести в склад ракетного комплексу (РК) твердопаливний розгінний блок MAGE. Він не був четвертим ступенем, а входив до складу супутника.

### Випробування
Розробка почалась в 1973 році компанією SNIA-Viscosa (Італія) разом з SEP (Франція), в ході якої відбулось 10 успішних вогневих випробувань.
Перші повні випробування відбулись 6-7 травня 1975 року в Італії, в результаті яких було дозволено провести кваліфікаційні випробування.
В жовтні 1975 року відбулись кваліфікаційні випробування, які він успішно пройшов.
В вересні 1976 року пройшов фінальні випробування, які визначили, що всі моделі працюють рівномірно. Було ухвалено рішення прийняти основну та запасну модель блоку для майбутнього запуску.
Пізніше було затверджено, що супутник Geos буде запущено за допомогою розгінного блоку MAGE, використовуючи ракету-носій Thor-Delta 2914 в квітні 1977 року.

## Конструкція
Має масу 306 кг та твердопаливний двигун з тягою 23 кН. Є невід'ємною частиною супутника, і становить більш ніж половину його маси.
Двигун складається з корпусу, заряду, сопла, запальника та пристрою безпечного запалювання, а також кількох елементів контролю температури та моніторингу продуктивності. Для його кріплення до жорсткого центрального циліндра всередині космічного апарата використовується кріпильний фланець.
Корпус зроблено з високоміцного титанового сплаву Ti6Al 4V. Два еліпсоїдних днища, циліндрична секція та фланець для кріплення космічного апарата обробляються до товщини всього 1,4 мм з важких штамповок, які потім зварюються електронним променем. Внутрішня стінка корпусу двигуна покрита теплозахисним матеріалом для захисту від гарячих газів, які досягають температури 3100 °C.
Паливний заряд — це суміш синтетичного полібутадієну, перхлорату амонію та алюмінієвого порошку. Паливо заливається в корпус двигуна, після чого полімеризується. Заряд має циліндричний центральний отвір і скріплений з теплоізоляцією корпусу двигуна у всіх точках, крім ділянки під запалювачем.
Сопло частково втоплено в корпус двигуна, щоб зменшити загальну довжину. Вона в основному виготовлена з високотермічного вуглецевого матеріалу з фенольною смолою. Також воно має критичний переріз з графіту високої щільності для запобігання ерозії та алюмінієвий диск для герметизації внутрішньої частини двигуна від навколишнього середовища перед запаленням.
Запальник та пристрій безпечного запалювання утворюють нероздільну одиницю. Принцип дії пристрою безпечного запалювання полягає у забезпеченні безпеки персоналу та гарантії того, що випадкове спрацювання двох піропатронів не запустить двигун або запальник. Він активується віддалено керованим електродвигуном за кілька хвилин до запуску. Сам по собі електродвигун був спеціально розроблений і обладнаний компенсуючим магнітом для мінімізації впливу на чутливий магнітометр на борту космічного апарата Geos.
На двигун встановлені засоби терморегулювання, включаючи обігрівачі на днищі корпусу двигуна біля сопла, термічний шар каптона на зрізі сопла для зменшення тепловтрат, алюмінієву фольгу, якою обгорнуто сопло, та термічні прокладки між двигуном і кріпильним фланцем для зменшення теплового навантаження на космічний апарат під час запуску двигуна.
| Характеристики двигуна             | Характеристики двигуна | Характеристики двигуна | Характеристики двигуна |
| ---------------------------------- | ---------------------- | ---------------------- | ---------------------- |
| Назва характристики                | Модель двигуна         | Модель двигуна         | Модель двигуна         |
| Назва характристики                | MAGE-1                 | MAGE-1S                | MAGE-2                 |
| Повна маса перед запуском, кг      | 301-368                | 365-447                | 440-540                |
| Час роботи, с*                     | 50                     |                        |                        |
| Максимальна тяга, кН               | 29                     |                        |                        |
| Середня тяга, кН                   | 23                     |                        |                        |
| Питомий імпульс в вакуумі, с       | 285,8                  |                        |                        |
| Коефіцієнт заповнення паливом      | 0,8808                 |                        |                        |
| Діаметр на зрізі сопла, м          | 0,48                   | 0,52                   | 0,633                  |
| Висота, м                          | 1,12                   | 1,292                  | 1,522                  |
| Діаметр корпусу, м                 | 0,766                  | 0,766                  | 0,766                  |
| Корисне навантаження супутника, кг | 345-451                | 445-553                | 552-674                |

*

## Польоти
Перше застосування відбулось у квітні 1977 року, де він використовувався як складова супутника Geos. Проте у ракети-носія стався збій, і MAGE не зміг вивести супутник на заплановану орбіту, хоча його працездатність збереглась.
На Аріан перший РБ MAGE полетів 19 червня 1981 року. Це був 3-й комерційний пуск Аріан, що вивів супутник Метеосат-2 на ГСО.
Всього розгінні блоки різних модифікацій здійснили близько 30 польотів, в тому числі 18 на ракетах Аріан (лише 1 невдалий)